# Upplands runinskrifter 178
Upplands runinskrifter 178 är fem vikingatida runstensfragment av granit som hittades i Stav, Roslags-Kulla socken och Österåkers kommun. U 178 förvaras på SHM.

## Inskriften
Translitterering av runraden:
...ʀ ' iun...
Normalisering till runsvenska:
... ...